# Vaasa
Vaasa (på svensk: Vasa) er en by med 67.465 indbyggere (ca. 120.000 i byområdet) pr. 31. august 2018. Byen er hovedby i Landskabet Österbotten og ligger på kysten til Den Botniske Bugt. Vaasa er tosproget, hvor 69,8% af befolkningen taler finsk og 24,8% taler svensk som modersmål. I flere områder i Österbotten-regionen er der en svensktalende majoritet, hvorfor svensk da også er udpræget i byen.

## Historie

### Navn
Vaasa har flere gange ændret navn på grund af forskellige stavemåder, politiske beslutninger og generelle ændringer i sproget. Byen blev først kaldt Mustasaari eller Mussor efter den landsby, der var beliggende i området ved byens grundlæggelse i 1606. Få år efter grundlæggelsen, skiftede byen navn til Wasa efter svensk forbillede. Mustasaari (finsk) og Korsholm (svensk) er da også navnene for den omkringliggende landkommune, som siden 1973 har omsluttet byen. Byen var kendt som Wasa fra 1606 til 1855, Nikolaistad (svensk) og Nikolainkaupunki (finsk) fra 1855 til 1917, Vasa (svensk) and Vaasa (finsk) efter Februarrevolutionen, hvorefter den finske stavemåde har været den primære efter ca. 1930, hvor det finske sprog blev majoriteten i byen.

### Grundlæggelse
Korholm og Vaasas historie begynder i det 14. århundrede, hvor søfarer fra kysten i det centrale Sverige lagde anker i "Gamle Vaasa". Da kom de finske ejere af området for at forsvare området mod svenskerne.
I midten af århundredet blev Jomfru Maria Kirken bygget, og i 1370'erne blev opførelsen af borgen ved Korsholm (Crysseborgh) påbegyndt. Her blev det administrative centrum for regionen også flyttet til. Kong Karl 9. af Sverige grundlagde byen Mustasaari (eller Mussor) den 2. oktober 1606 ved den gamle havn og marked tæt ved Korholm-kirken, ca 7 kilometer sydøst for den nuværende by. I 1611 fik byen købstadsrettigheder og omdøbt efter Huset Vasa.
På grund af gunstige forbindelser til havet, gjorde industrier som skibsbyggeri og handel (især med tjære) Vaasa til en velhavende by i det 17. århundrede, og de fleste indbyggere var på den ene eller anden måde beskæftiget med tjære.
I 1683 blev trivialskolen fra Nykarleby (finsk: Uusikaarlepyy) til Vaasa, og fire år senere blev der bygget en ny skolebygning. Finlands første bibliotek blev grundlagt i byen i 1794. I 1793 havde byen 2.178 indbyggere, og i 1852, året for en katastrofal bybrand, var indbyggertallet forøget til 3.200.

### Vaasa under Den Finske Krig
Under Den Finske Krig, mellem Sverige og Rusland i 1808-1809, led Vaasa mere end nogen anden by i Finland. I juni 1808 var byen besat af russiske tropper og flere lokale embedsmænd sværgede troskab til besættelsesmagten.
Den 25. juni blev den svenske oberst Johan Bergenstråhle udsendt for at befri Vaasa med 1.500 tropper og fire kanoner for de 1.700 russiske tropper, under ledelse af generalmajor Nikolay Demidov. Slaget om Vaasa startede med at de svenske tropper blev landsat nord for Vaasa i Österhankmo, og fremstødte helt til byen, hvor de angreb med 1.100 mand (da nogle tropper var efterladt tilbage for at beskytte flanken). Der var voldsomme kampe i byens gader, der endte med at de svenske tropper var slået tilbage og måtte retirere.
Generalmajor Demidov mistænkte indbyggerne i Vaasa for at gribe til våben og hjælpe de svenske tropper, selvom provinsens guvernør havde konfiskeret samtlige våben samme forår. Demidov lod sine tropper udplyndre byen i flere dage. I plyndringstiden blev 17 civile dræbt, ejendomme ransaget og ødelagt, mange blev overfaldet og flere taget til landsbyen Salmi, og blev udsat for den fysiske afstraffelse spidsrod. Massakren i Vaasa var exceptionel under Den Finske Krig, idet russiske krafter havde undladt mishandlinger indtil det punkt.
Den 30. juni trak de russiske tropper sig tilbage fra Vaasa, og embedsmændene, der havde svoret troskab til de russiske tropper, blev opsagt. Nogle embedsmænd blev endda overfaldet af lokale beboere. Den 13. september vendte russiske tropper tilbage til byen, og dagen efter stod det afgørende slag ved Oravais. Slaget blev vundet af russerne og udkæmpet ca. 50 km nord for Vaasa. I vinteren 1808 havde russiske tropper besat hele Finland, og ved Freden i Frederikshamn (17. september 1809) tabte Sverige hele den østlige del af kongeriget. Vaasa blev herefter en del af det nyoprettede Storfyrstendømmet Finland i Det Russiske Kejserrige.

### Bybrand
Byen blev stort set brændt ned til grunden i 1852. Da byens huse var bygget tæt og primært i træ, kunne flammerne hurtigt få fat. Branden startede i en lade, tilhørende distriktsdommer J. F. Aurén, morgenen den 3. august. Ved middagstid stod hele byen i flammer, og branden raserede i mange timer. Om aftenen var det meste af byen brændt ned til grunden. Ud af 379 bygninger overlede kun 24 privatejede bygninger, heriblandt Falander-Wasastjerna Huset (1780-1781), som i dag huser Gammel Vaasa-museet.
Domhuset (bygget i 1775, i dag Korsholms Kirke), nogle russiske vagthuse (herunder krudtlagre) og Vaasas provinshospital overlevede også branden. Ruinerne af gråstenskirken samt klokketårnet, rådhuset og trivialskolen findes stadig på deres originale placeringer. Meget arkiveret materiale om Vaasa og byens beboere gik desværre tabt i branden. Ifølge den populære overbevisning, startede branden i Auréns lade da en uforsigtig besøgende tabte en tændt pibe i det tørre hø.

### Genopbygning
Den nye by Nikolaistad (finsk: Nikolainkaupunki), opkaldt efter Zar Nikolaj 1. af Rusland, blev opført i 1862 ca. 7 kilometer nordvest fra den gamle by. Byens kystnære beliggenhed tilbød gode forhold for søfartsindustrien. Byen blev designet af Carl Axel Setterberg i Biedermeier-stilen. I byens masterplan havde man tænkt over den tidligere brands ødelæggelser, og 5 brede avenuer inddelte byen i sektioner, hvor hver blok var adskilt af stræder.
Efter at Zar Nikolaj 2. af Rusland blev omstyrtet i 1917, blev byen med det samme omdøbt til Vasa (Vaasa).

### Hovedstad
Under Den Finske Borgerkrig var Vaasa hovedstad for Finland fra 29. januar til 3. maj 1918, som en konsekvens af besættelsen af centrale steder og arrestationen af politikere i Helsinki. Senatet besluttede at flytte senatorerne til Vaasa, hvor Skydsskåren (finsk: Suojeluskuntajärjestö), der støttede Senatet, havde en stærk position og stærke forbindelser til Vesten.
Det kejserlige senat for Finland begyndte sit arbejde den 1. februar 1918 og havde 4 medlemmer. Senatet afholdte sine møder og forsamlinger i rådhuset. Senatet tillod Vaasa at tilføje Frihedskorset, som er uafhængige Finlands ældre mærke designet af Akseli Gallen-Kallela, til dets byvåben. På grund af Vaasas rolle i Borgerkrigen, blev byen kendt som "Den Hvide By", og en Frihedsstøtte blev rejst på byens rådhusplads, der forstiller en soldat.

### Efterkrigstiden
I løbet af 1930'erne skiftede det sproglige landskab i byen; majoriteten blev finsktalende. Derfor blev den primære stavemåde af byens navn da også Vaasa, frem for det svenske Vasa.
Efter 2. Verdenskrig blev Vaasa industrialiseret, ledt an af elektronikfabrikanten Strömberg, der senere fusionerede til ABB.
I 2013 blev kommunen Vähäkyrö sammenlagt med Vaasa, og er i dag en eksklave i byen og omgivet af mange andre kommuner.

## Universitetsby
Vaasa huser tre universiteter, hvor Vaasa Universitet er det største og er beliggende i bydelen Palosaari. Palosaari er en halvø nær byens centrum, og er sammenhængende med broer. De to andre universiteter er Åbo Akademiet (med hovedsæde i Turku) og Hanken School of Economics (med hovedsæde i Helsinki). Unikt for Vaasa er det finsk-svenske lærerseminar Vasa övningsskola, en del af Åbo Akademiet. Helsinki Universitet har en mindre afdeling i byen, med speciale i jura, i byens centrum.
Byen har to erhvervsakademier: Vaasa University of Applied Sciences (beliggende lige ved siden af Vaasa Universitet) og Novia University of Applied Sciences.

## Økonomi
Vaasa er generelt en industriby, hvor ca. 25% af arbejdspladserne er i industri. En del arbejdere pendler fra bydelene Korsholm og Laihia og andre kommuner i nærheden. Filmproduktionsselskabet Future Film og pizzeria-kæden Kotipizza har sit hovedsæde i Vaasa.

## Internationale relationer
Vaasa er venskabsby med følgende byer:
- Umeå, Sverige
- Harstad, Norge
- Helsingør, Danmark
- Pärnu, Estland
- Schwerin, Tyskland
- Kiel, Tyskland
- Šumperk, Tjekkiet
- Bellingham, USA

Vaasas "gudfarby" er Malmø i Sverige siden 1940. Vaasa har i øvrigt en samarbejdsaftale med Morogoro i Tanzania.
- Wikimedia Commons har flere filer relateret til Vaasa

1. ↑  Finland's preliminary population figure was 5,608,218 at the end of February 2024, Statistikcentralen (fra Wikidata).